# Gatewatching
Gatewatching é um conceito para o processo de edição de conteúdo jornalístico. O termo foi criado, em 2005, pelo pesquisador australiano Axel Bruns para descrever um novo modelo de seleção noticiosa, onde as audiências têm papel ativo na escolha e construção das notícias por meio da atividade de curadoria e avaliação das informações fornecidas. O conceito surgiu paralelamente à revolução tecnológica trazida pela Internet.

## DoGatekeepingaoGatewatching

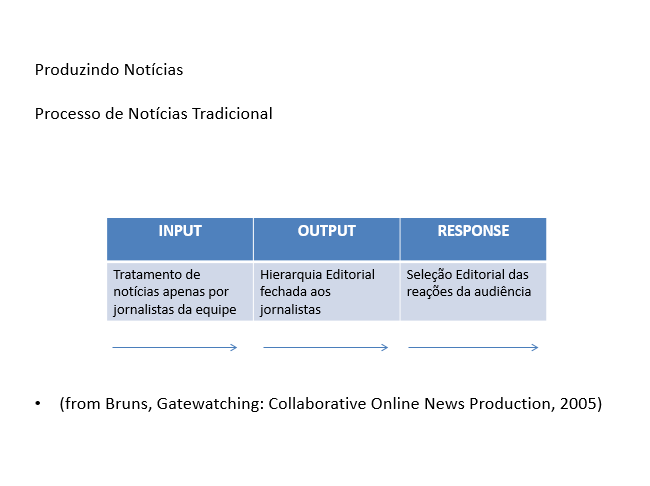
Adaptado de Bruns, Gatewatching: Collaborative Online News productions, 2005.

O gatewatching é caracterizado pelo desempenho ativo do público durante o consumo das notícias. Através de comentários, compartilhamentos, verificações, críticas e recomendações, o leitor passa a exercer um papel de curadoria, selecionando, dentre as publicações disponíveis, aquilo que considera mais importante para si, para sua rede de contatos e mesmo para uma situação específica. Segundo Axel Bruns, este esforço, quando realizado pela comunidade de usuários, pode resultar em uma nova forma de cobertura noticiosa.
O gatewatching surge no contexto de superação do gatekeeping, teoria utilizada para explicar o processo no qual a seleção do conteúdo publicado é feita com base nos valores-notícia, linha editorial e outros critérios. De acordo com o conceito, o jornalista agiria como uma espécie de “guardião do portão”, aquele responsável por definir o que atravessa ou não aquela porta, ou seja, o profissional que escolhe quais tipos de informação chegariam até o outro lado (o público).

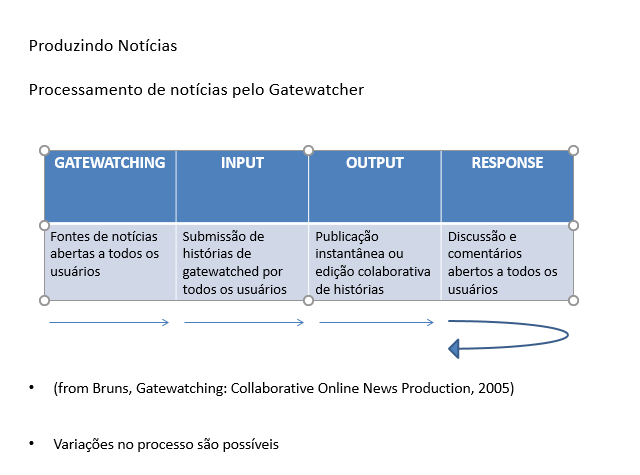
Adaptado de Bruns, Gatewatching: Collaborative Online News productions, 2005.

Com o advento da Internet, multiplicaram-se os canais disponíveis para publicação, eliminando algumas justificativas-chave do gatekeeping, como as limitações do espaço físico dos jornais, agora potencialmente infinito no World Wide Web. Além disso, desenvolveram-se inúmeros modelos colaborativos de participação do usuário, borrando as fronteiras entre produtor e consumidor. Se o gatekeeping exige um guardião controlando o que passa pelo portão, no gatewatching as audiências participam em um esforço distribuído de observação e acompanhamento das informações que passam por seus canais.

## Novos rumos para a indústria jornalística
O modelo gatewatching trouxe também novos rumos à indústria jornalística, com o surgimento de uma série de veículos independentes, chamados de “alternativos”, na Web. O ponto de partida foi com os eventos do 11 de Setembro, com um crescimento substancial de Websites alternativos para cobertura e discussão dos eventos noticiosos.
As audiências nas nações desenvolvidas estavam mudando para as plataformas online e as novas gerações crescem sem o costume de assinar ou ler jornais impressos. Atrelado a isso, o modelo de negócios nas notícias virtuais também muda, com os Websites noticiosos concorrendo entre si em escala global, tendo expectativas de audiências quanto ao acesso gratuito às notícias e sem interrupções por anúncios, e com modelos de gratuidade máxima e assinatura (aplicativos em smartphones e tablets).

## Os desafios da realimentação em tempo real
As possibilidades trazidas pelo gatewatching, especialmente as que têm relação com a curation colaborativa das notícias no âmbito das mídias sociais pelas comunidades de usuários, onde eles encontram, compartilham e, muitas vezes, comentam as informações e eventos que têm valor como notícia, divulgando-as ao invés de publicarem, trouxeram mudanças substanciais nas práticas clássicas da indústria de notícias. Estes usuários envolvidos em fazer a curation não têm condições de guardar (controlar) os portões dos canais (gatekeeping), porém podem participar ao se organizarem observando quais as informações que passam por esses canais.
Plataformas como Facebook e Twitter, por exemplo, aceleram a velocidade com que conteúdos noticiosos são compartilhados. Ambos protagonizam o jornalismo de ambiente: nome dado às práticas cotidianas de usuários que, ao verem uma matéria surgir, concentram seus esforços em “trabalhá-la”. Embora essas atividades não tenham valor como notícia, se assemelham ao processo jornalístico de pesquisa e apuração.
É também nessas redes sociais que funcionam 24 horas por dia, que milhares de pessoas, em diferentes posições geográficas e demográficas, estão conectadas. Por conta disso, a possibilidade de essas pessoas estarem presentes quando jornalistas não estão, aumenta o compartilhamento rápido e instantâneo das notícias. Enquanto veículos tradicionais precisam correr para chegar nas notícias (e esse processo depende de fatores logísticos importantes, como carros e equipamentos), esses usuários já estão no local dos fatos (muitas vezes com o celular preparado em mãos).
Uma das particularidades das mídias sociais, além da visível instantaneidade, é a característica de elas serem espaços neutrais e intermediários, manuseados por pessoas não pertencentes à indústria jornalística. As vozes dissidentes nesses ambientes tornam-se comuns, tanto em sites alternativos, quanto nas mídias sociais (ambas características fortes dessa “era” do gatewatching).
Dois problemas podem ser identificados, entretanto: as mídias sociais “atomizam” seus participantes e, junto a outros espaços que o gatewatching trouxe (websites, blogs), não são ambientes de amplo alcance. No Twitter, por exemplo, rede social que limita a escrita à 280 caracteres, somente mensagens curtas ou URLs podem ser compartilhadas. Isso limita, de certa forma, o espaço comunicativo. Já no Facebook, a ação de compartilhamento torna as mensagens desconectadas de seu contexto original.
As mídias sociais, contudo, oferecem oportunidades relevantes para o jornalismo. Elas podem ser espaços, se utilizados de maneira articulada por profissionais da área, de conhecimento sobre público e audiência, identificação de fontes não oficiais que podem ser interessantes para uma matéria, assim como se mostram um espaço de múltiplas informações.
Como resultado, jornalistas precisam desenvolver familiaridade com essas plataformas. Se o gatekeeping é um contexto superado, a realimentação em tempo real surge como um cenário, dentro do gatewatching, de adaptação desses profissionais.

## Ligações Externas
- Axel Bruns (scholar)
- Produsage.org
- Snurblog